# Dunsmuir-Tunnel

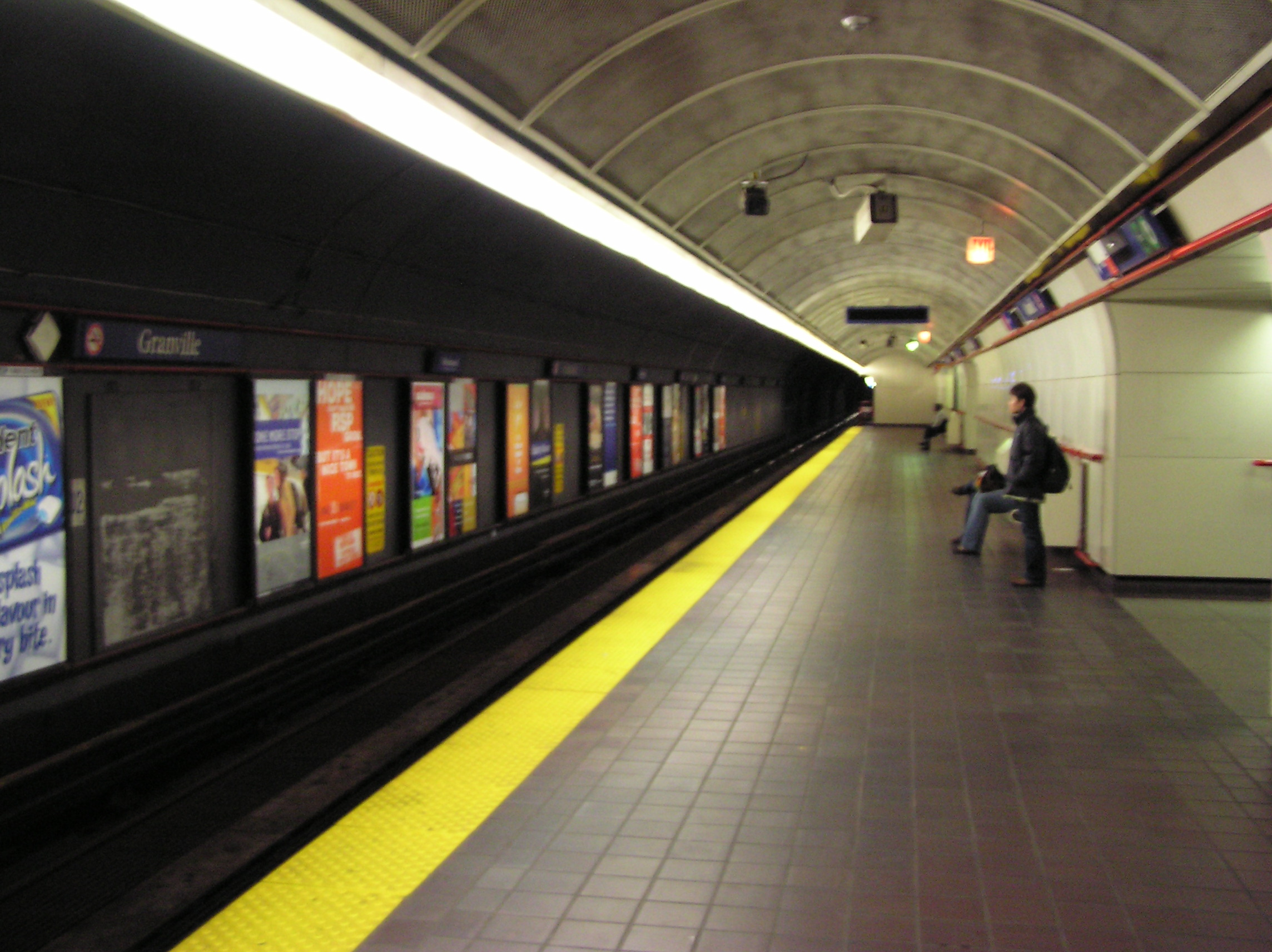
SkyTrain-Station Granville im Dunsmuir-Tunnel

Der Dunsmuir-Tunnel ist ein Eisenbahntunnel unter dem Stadtzentrum von Vancouver in Kanada, der von zwei Linien des SkyTrain befahren wird, der Expo Line und der Millennium Line. Er ist 1396 Meter lang, liegt sechs bis 24 Meter unter der Oberfläche und verfügt über zwei Stationen, Burrard und Granville. Das Westportal befindet sich auf halbem Weg zwischen dem Bahnhof Waterfront und der Station Burrard, das Ostportal unmittelbar neben der Station Stadium-Chinatown.
Errichtet wurde der Tunnel im Jahr 1932 von der Northern Construction Company. Er verband ursprünglich die Hauptstrecke der Canadian Pacific Railway am Burrard Inlet mit dem Güterbahnhof am False Creek. Die Baukosten betrugen 1,6 Millionen CAD. Das Ostportal lag damals etwas weiter südlich als heute.
BC Transit, der Vorgänger der Verkehrsgesellschaft TransLink, übernahm den Tunnel in den frühen 1980er Jahren, um ihn für die SkyTrain-Strecke zu nutzen, die im Hinblick auf die Weltausstellung Expo 86 gebaut wurde. Der Tunnel bietet nur Platz für ein einziges Gleis, besitzt aber ein großes Lichtraumprofil. Aus diesem Grund wurde der Tunnel durch die Aufteilung in zwei Ebenen so umgebaut, dass er jetzt zwei übereinander liegende Gleise aufnimmt.